# Unter Verdacht: Beste Freunde
Beste Freunde ist ein deutscher Fernsehfilm von Uwe Frießner aus dem Jahr 2004. Es handelt sich um die vierte Episode der ZDF-Kriminalfilmreihe Unter Verdacht mit Senta Berger als Dr. Eva Maria Prohacek in der Hauptrolle.

## Handlung
Der Journalist Krahler wird bei einem Restaurantbesuch durch eine Razzia wegen des Funds von Kokain verhaftet. Krahler beteuert, ihm seien die Drogen von jemandem zugesteckt worden. Lediglich die Kriminalrätin Dr. Eva Maria Prohacek schenkt ihm Glauben. Schließlich hatte Krahler in einem seiner letzten Artikel die Ermittlungsmethoden einer Gruppe von Zielfahndern kritisiert. Von Kollegen als Nestbeschmutzerin beschimpft, ermittelt Prohacek diesmal an der Seite von Adrian Bornemann. Ihr Assistent André Langner kümmert sich lieber um seinen neuen Bauernhof und ist nur wenig Unterstützung für die Kriminalrätin.

## Hintergrund
Der Film wurde vom 9. September 2003 bis zum 11. Oktober 2003 in München und Umgebung gedreht. Die Folge wurde am 3. September 2004 um 20:15 Uhr auf arte erstausgestrahlt.

## Kritik
Die Kritiker der Fernsehzeitschrift TV Spielfilm vergaben dem Film die bestmögliche Wertung, sie zeigten mit dem Daumen nach oben. Sie fanden, der Film sei „bis in die Nebenrollen hervorragend besetzt. Nach gelungenem Spannungsaufbau nervt eigentlich nur Frau Prohaceks ‚LSD-Trip‘ im Showdown“, und konstatierten: „Eva lässt nicht locker – spannend und brisant“.